# ألفريد لاتور
ألفريد لاتور ولد سنة 1888توفيا سنة 1964 هو رسام ونقاش فرنسي عمل أيضًا كمصمم جرافيك وكمعلن. كان معارضا للتعارض بين ما يسمى بالفنون الكبرى والثانوية كان شغوفًا بجميع الإمكانيات التعبيرية للفنون البصرية والحرف اليدوية وأنماط التعبير.تتضمن أعماله المئات من اللوحات الزيتية والألوان المائية والكتب المصورة والملصقات الإعلانية والمقالات القصيرة والأقمشة المطبوعة، والتي لا يزال بعضها ينتج بواسطة Abbaye de Fontenay. تعبر جميع أعماله عن إحساسه بالحرية وجديته الصارمة. تم الجمع بين لوحة الألوان Fauve الخاصة به مع الخفة الأساسية وبساطة الشكل. يمكن رؤية أعماله في متاحف في فرنسا ( باريس ، ليون ، مرسيليا ، آرل ، مارتيج )، في بريطانيا العظمى ( المتحف البريطاني ومتحف فيكتوريا وألبرت )، وفي مكتبة هولندا الوطنية . وهي أيضًا جزء من العديد من المجموعات الفنية الخاصة حول العالم.
كان لاتور مستقلاً ومتحفظًا، ولم يكن لديه أي رغبة في لفت الانتباه إلى نفسه. في عام 2004، تم إنشاء مؤسسة ألفريد لاتور  في فريبورغ ، سويسرا . ويرأسها كلود لاتور، ابن شقيق ألفريد لاتور، وهي مكرسة للحفاظ على أعمال ألفريد لاتور وتعزيزها.

## سيرة شخصية
هو الأصغر بين أربعة إخوة. كان والده يعمل في المطبعة الوطنية . ولد في 27 أغسطس 1888 في حي للطبقة العاملة في الدائرة الثانية عشرة في باريس . منذ طفولته المبكرة، كان حبه للرسم - على الرغم من مقاومة والديه الطفيفة - هو ما جعله يصبح فنانًا.
كان تشكيله متنوعًا جدًا. بدأ بدروس مسائية في حيه، في شارع أليجري، ولفترة قصيرة كان طالبًا في المدرسة الوطنية للفنون الجميلة . و سرعان ما تم إيقافه بسبب أكاديمية التدريس. كان يفضل قضاء وقته في المتاحف الوطنية في باريس حيث قام بتدوين العديد من الملاحظات ورسم العديد من الرسومات و في عام 1908، حصل على منحة من مدينة باريس لحضور مدرسة الفنون الزخرفية . تلقى في تلك المدرسة تكوين فني متين وقام بتدريب عينه ويده أثناء البحث عن أسلوبه الخاص. بعد أن باع لوحاته الأولى، ذهب في رحلة إلى جنوب فرنسا، والتي أثبتت أنها شكل من أشكال الوحي الذي سيستمر سحره طوال حياته.